# Колобжегский повет
Колобжегский повет (пол. Powiat kołobrzeski) — повет (район) в Польше, входит как административная единица в Западно-Поморское воеводство. Центр повета — город Колобжег. Занимает площадь 725,86 км². Население — 79 516 человек (на 31 декабря 2015 года).

## Административное деление
- города: Колобжег, Госцино
- городские гмины: Колобжег
- городско-сельские гмины: Гмина Госцино
- сельские гмины: Гмина Дыгово, Гмина Колобжег, Гмина Рымань, Гмина Семысль, Гмина Устроне-Морске

## Демография
Население повета дано на 31 декабря 2015 года.
| Перепись            | Всего | Мужчины | Женщины |
| ------------------- | ----- | ------- | ------- |
| Всего               | 79516 | 38221   | 41295   |
| Городское население | 49067 | 23234   | 25833   |
| Сельское население  | 30449 | 14987   | 15462   |